# Condado de Benahavís
El condado de Benahavís es un título nobiliario español creado por el rey Alfonso XII el 8 de octubre de 1875 a favor de Ricardo Heredia y Livermore, diputado a Cortes y senador del Reino.

## Denominación
Su nombre se refiere al municipio andaluz de Benahavís, en la provincia de Málaga.

## Antecedentes
El nombre de Benahavís, proviene de la voz árabe ben, que significa «hijo», y de havis, que fue el nombre de un árabe notable que reinó en el castillo de Montemayor, cuyo hijo construyó las defensas del castillo protegiendo el río Guadalmina, que fue el primer núcleo de población y origen del posterior asentamiento, que recibió el actual nombre de Benahavís.
Fue el 11 de junio de 1485, cuando Fernando el Católico, reconquistó Marbella, Benahavís, el castillo de Montemayor, Daidín, etc., confiando su defensa de todos estos territorios a Pedro Villandrando, conde de Ribadeo.
En 1492, el mismo rey otorgó Benahavís (segregada de Marbella), a Juan de Silva, conde de Cifuentes, en cuya familia permaneció hasta 1532 en que vendieron el señorío de Benahavís.

## Condes de Benahavís
|                          | Titular                            | Periodo                  |
| Creación por Alfonso XII | Creación por Alfonso XII           | Creación por Alfonso XII |
| ------------------------ | ---------------------------------- | ------------------------ |
| I                        | Ricardo Heredia y Livermore        | 1875-1896                |
| II                       | Ricardo Heredia y Loring           | 1896-1909                |
| III                      | Ricardo Heredia y Guilhou          | 1910-1977                |
| IV                       | Ricardo Heredia y Armada           | 1978-2009                |
| V                        | Teresa Heredia y Ruiz de la Herrán | 2010-actual titular      |

## Historia de los condes de Benahavís
- Ricardo Heredia y Livermore (1831-1896), I conde de Benahavís.

Casó con Isabel Loring y Heredia. Le sucedió su hijo:
- Ricardo Heredia y Loring (1877-1909), II conde de Benahavís.

Casó con Marta Guilhou y Georgeant. Le sucedió su hijo:
- Ricardo Heredia y Guilhou (1906-1977), III conde de Benahavís.

Casó con Victoria Eugenia Armada y Ulloa, hija del conde de Revilla Gigedo. Le sucedió su hijo:
- Ricardo Heredia y Armada, IV conde de Benahavís.[3]

Casó con Teresa Ruiz de la Herrán Muñoz y Rojas. Le sucedió su hija:
- Teresa Heredia y Ruiz de la Herrán, V condesa de Benahavís.[4]

## Nota
Ricardo Heredia y Livermore, I conde de Benahavís, fue un afamado librero, consiguió reunir una importante colección de libros cervantinos de notable antigüedad, acrecentada con la compra de la importante biblioteca de Pedro Salvá y Mallén, donde destacaban los manuscritos góticos, sobre todo del siglo XVI.
El gobierno de España pretendió comprar esta biblioteca, llamada «Biblioteca Benahavís», para lo cual se aprobó la correspondiente partida presupuestaria, pero al fin no se llegó a materializar la compra por lo que fue subastada en París el año 1891-1894, al detalle, dispersándose por todo el mundo los manuscritos, sobre todo por universidades estadounidienses, adquiriendo la Biblioteca Nacional de Madrid alguno de ellos.